# Welcome to the Cruel World
Welcome to the Cruel World é o álbum de estreia do cantor Ben Harper, lançado a 8 de Fevereiro de 1994.

## Faixas
Todas as faixas por Ben Harper, exceto onde anotado
1. "The Three of Us" – 2:35
2. "Whipping Boy" (Darrow) – 5:31
3. "Breakin' Down" (Harper, Plunier) – 4:00
4. "Don't Take That Attitude to Your Grave" – 4:25
5. "Waiting on an Angel" – 3:53
6. "Mama's Got a Girlfriend Now" – 2:29
7. "Forever" – 3:23
8. "Like a King" – 4:18
9. "Pleasure and Pain" – 3:44
10. "Walk Away" – 3:49
11. "How Many Miles Must We March" – 3:07
12. "Welcome to the Cruel World" – 5:36
13. "I'll Rise" (Maya Angelou, Harper) – 3:35
  - Possui faixa escondida "...By and By I'm Going to See the King"

## Créditos
- Ben Harper - Vocal, diversos instrumentos
- Clyde Allen - Vocal de apoio
- Clarence Butler - Vocal de apoio
- Richard Cook - Uillean pipes
- Rock Deadrick - Percussão, bateria, Vocal de apoio
- Clabe Hangan - Vocal de apoio
- Jelani Jones - Vocal de apoio
- Suzie Katayama - Violoncelo
- Ken McDaniel - Vocal de apoio
- John McKnight - Baixo, acordeão
- John Taylor - Vocal de apoio
- Kevin Williams - Vocal de apoio